# Kazimierz (województwo zachodniopomorskie)
Kazimierz – wieś w Polsce położona w województwie zachodniopomorskim, w powiecie szczecineckim, w gminie Biały Bór.
Przez wieś przepływa struga Bielec.
W latach 1954–1957 wieś należała i była siedzibą władz gromady Kazimierz, po jej zniesieniu w gromadzie Biały Bór. W latach 1975–1998 wieś należała do woj. koszalińskiego.

## Zabytki
Park dworski, pozostałość po dworze.